# Charles Ewanjè Epée
Charles Ewanjé-Épée est un musicien, compositeur, guitariste et arrangeur camerounais. Surnommé « le Professeur » par Manu Dibango, il est considéré comme l’un des plus grands artistes que le Cameroun ait produits, notamment pour sa virtuosité à la guitare, sa culture musicale et son approche érudite de la musique.
Il est le père de Maryse Ewanjé-Épée et de Monique Ewanjé-Épée, toutes deux championnes de France dans leurs disciplines sportives.

## Biographie

### Origines et débuts
Né au Cameroun, Charles Ewanjé est initié à la musique dès l’âge de 5 ans. Élève au collège Sacré-Cœur de Makak, il impressionne ses enseignants et camarades avec sa maîtrise du banjo, de la guitare et du solfège. Il obtient son baccalauréat en 1959 au collège Vogt, puis s’envole pour la France grâce à une bourse d’État.
À l’université de Poitiers, il s’investit pleinement dans la musique. Il intègre des orchestres comme celui de Francis Guillot, puis celui de Harry Wilhelm à Paris. Il fonde également son propre orchestre ainsi qu’un quintet de jazz baptisé Soul Combo, influencé notamment par le trompettiste Bill Coleman.

### Carrière musicale
Formé à la guitare classique, il enseigne entre 1972 et 1977 au Théâtre Populaire des Flandres et à la faculté des lettres de Lille, avant d’être professeur au Théâtre Noir de Paris à partir de 1979.
Il se fait remarquer dès 1976 avec un 45 tours chez Safari Ambiance. Son style, influencé par ses maîtres (Epata Jean, Lobè Lobè Rameau, Wendo Kolosoy, Cromwel Nzié, Noah Nguinya), repose sur le concept de « la guitare qui parle » : une ligne mélodique constante soutenue par une harmonisation fluide.
En 1979, il sort un album éponyme chez Disques Espérance. À la croisée des musiques classiques, africaines et brésiliennes, Charles Ewanjé développe une approche unique de la guitare. Il remporte le premier prix de composition au Carrefour mondial de la guitare en 1982 en Martinique.
Son album Longe Lasu (1983) est salué pour son mélange de folk et de makossa acoustique. Il est également flûtiste virtuose.

### Engagement, pédagogie et reconnaissance
Chroniqueur pour l’émission Mosaïque sur FR3, il s’illustre également comme pédagogue dans de nombreuses institutions françaises et africaines. Il participe à plusieurs festivals internationaux (France, Royaume-Uni, Belgique, Île Maurice, Cameroun, Sénégal, Côte d’Ivoire…) et fonde en 1994 le Centre des arts afro-latins à Paris.
Dans les années 1980, il porte un projet d’école de musique au Cameroun. Après un concert remarqué à l’université de Bayreuth le 4 décembre 1984, l’Allemagne se dit prête à financer le terrain et les murs, tandis que la France (via l’ACCT) veut participer. Mais l’autorisation ministérielle camerounaise n’arrivera jamais. Le projet échoue : « Le silence du Cameroun fut considéré comme un mépris », résume-t-il.
Guillaume Bwelle, alors ministre camerounais de la Culture, lui aurait dit en 1981 : « Vous faites partie des trois grands du Cameroun avec Francis Bebey et Manu Dibango. » Pourtant, malgré une reconnaissance internationale, Charles Ewanjé-Épée n’aura jamais bénéficié du même rayonnement dans son pays natal. Il y joue rarement, et ses albums y restent difficiles à trouver. En 1990, il offre à l’équipe nationale de football du Cameroun la chanson En avant les Lions.

## Héritage
Arrangeur accompli, visionnaire musical, passeur de culture et militant de l’intelligence musicale, il compose Tet’Ekombo, hommage à Rudolf Duala Manga Bell, fusion de mémoire historique et d’esthétique musicale.
Aujourd’hui, il consacre sa fin de carrière à l’écriture des partitions des plus belles chansons africaines, afin qu’elles soient reprises par les artistes du monde entier.

## Discographie
- 1976 : Esok’am
- 1979 : Charles Ewanjé
- 1983 : Longe Lasu[4]
- 2007 : Noix de coco
- 2014 : Aria & Munia
- 2018 : Universal Africa